# Goats Head Soup
Goats Head Soup je album The Rolling Stones vydané v roce 1973.
Na sklonku roku 1972 stáli Rolling Stones před náročným úkolem navázat na předchozí veleúspěšná alba z přelomu 60. a 70. let. Zejména po všech stránkách skvělé Exile on Main St nastavilo vysokou laťku všem budoucím počinům skupiny. Goats Head Soup rovněž vznikalo v době, kdy beatová horečka pomalu odeznívala a prosazovaly se skupiny nových žánrů, zejména hard-rocku a heavy metalu. Přes tyto nelehké podmínky se Stones podařilo přivést na svět desku, která vyniká precizní kvalitou a dodnes není mezi posluchači zcela doceněna. Jakoby zůstávala ve stínu svých syrovějších předchůdců.
Vynikající hudební úroveň i nadále zajišťuje kytara Micka Taylora, stejně jako piano Nickyho Hopkinse. Celkově album zaujme velmi plným a hutným zvukem instrumentální sekce, Jaggerův zpěv je přitom ostřejší a ještě výrazovější než dříve. Úvodní píseň "Dancing with Mr D" je klasickým jamem s typicky Richardsovským rifem, po něm však již následuje působivá "100 Years Ago", velmi zdařilá kompozice s pestrými přechody a zvláštním sentimentem, na třetí stopě pak rozvláčná "Coming Down Again" s Richardsovými vokály, která svým textem na téma mezilidských vztahů a přemýšlivou až melancholickou atmosférou patří k nejcharakterističtějším okamžikům Goats Head Soup. Na čtvrté pozici je zařazen nesmlouvavý funkrockový "Doo Doo Doo Doo Doo" nebo též "Heartbreaker". Nejslavnější písní z tohoto alba je pak bezesporu "Angie", možná Stounovská balada číslo jedna, s textem inspirovaným vztahem Keitha Richardse a Anity Pallenberg. V druhé části alba pohladí po duši nádherná "Winter", sen o kalifornském slunci namísto mrazivých Vánoc s bohatým přispěním smyčcové sekce a znamenitým kytarovým výkonem M.Taylora. "Can You Hear The Music" jakoby se pokoušela vrátit do psychedelického období šedesátých let, je ovšem obohacena téměř folkovým zvukem flétny a velmi lyrickým textem. Závěr desky překvapivě patří svižnému, syrovému rock 'n' rollu v podání písně "Star, Star", s textem nevybíravě se opírajícím do zlatokopek, hvězdných manýrů a lásky ze zištnosti.
Tímto plynulým, zamyšleným albem, které však nepostrádá energických okamžiků Rolling Stones dokázali, že mají svým příznivcům stále co nabídnout. Ač méně osobité a kultovní než Sticky Fingers či Exile On Main Street, Goats Head Soup patří k nejsevřenějším a nejvyrovnanějším dílům, která skupina za svou dlouhou kariéru vytvořila, a obsahuje několik velmi dobrých písní.

## Seznam skladeb
Autory jsou Mick Jagger a Keith Richards. „Winter“ údajně napsali Mick Jagger a Mick Taylor, ale Taylor nikdy nebyl oficiálně uveden jako spoluautor.
| Pořadí | Název                              | Délka |
| ------ | ---------------------------------- | ----- |
| 1.     | Dancing with Mr. D                 | 4:53  |
| 2.     | 100 Years Ago                      | 3:59  |
| 3.     | Coming Down Again                  | 5:54  |
| 4.     | Doo Doo Doo Doo Doo (Heartbreaker) | 3:26  |
| 5.     | Angie                              | 4:33  |
| 6.     | Silver Train                       | 4:27  |
| 7.     | Hide Your Love                     | 4:12  |
| 8.     | Winter                             | 5:30  |
| 9.     | Can You Hear the Music             | 5:31  |
| 10.    | Star Star                          | 4:25  |

## Žebříčky
Album
| Rok       | Žebříček                                  | Pozice |
| --------- | ----------------------------------------- | ------ |
| 1973      | UK Top 50 Albums                          | 1      |
| 1973 1974 | Billboard Pop Albums Billboard Pop Albums | 1 27   |

Singl
| Rok  | Singl                                | Žebříček              | Pozice |
| ---- | ------------------------------------ | --------------------- | ------ |
| 1973 | "Angie"                              | UK Top 50 Singles     | 5      |
| 1973 | "Angie"                              | The Billboard Hot 100 | 1      |
| 1973 | "Angie"                              | Adult Contemporary    | 38     |
| 1974 | "Doo Doo Doo Doo Doo (Heartbreaker)" | The Billboard Hot 100 | 15     |